# 褒忠郷

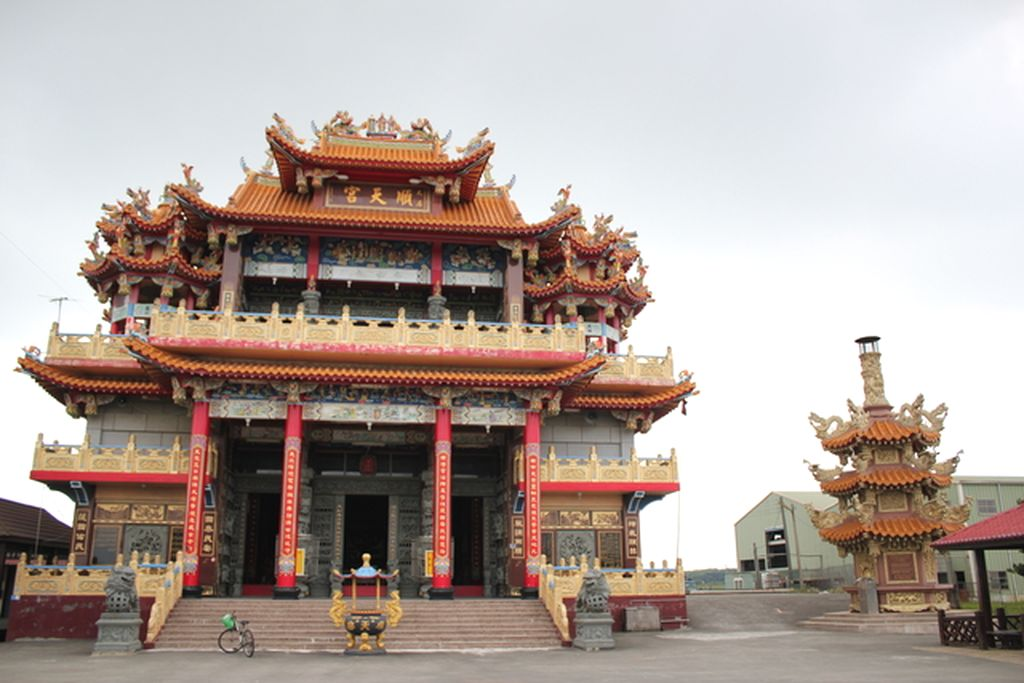
大廍順天宮

褒忠郷（バオジョン/ほうちゅう-きょう）は台湾雲林県の郷。

## 歴史
褒忠郷の旧名は「埔姜崙荘」と称され、清代は布嶼堡に属し彰化県の管轄下に置かれていた。
1786年（乾隆51年）、林爽文の反乱が発生すると反乱軍側の荘大田が嘉義を攻め、各堡は混乱に陥った。それに対し張源懃と張明義兄弟が民衆をまとめ、官軍を支援して反乱軍を撃退した・これにより「褒忠」と名が清皇帝より下賜され、源懃通判に任じられた。これが「褒忠」の由来である。
1888年（光緒14年）に雲林県の帰属と改変された。
日本統治時代の1909年、土庫支庁の下に埔姜崙区が設置された。1920年には土庫庄に合併され、行政機関名としては「褒忠」の名称が消滅した。戦後も台南県管轄の土庫鎮と改められたが、褒忠地区は依然として土庫鎮の一部という扱いを受けた。しかし住民より分離を求める声が高まり、1946年1月23日、土庫鎮を分割して「褒忠郷」が成立、1950年に雲林県の管轄となり現在に至っている。

## 行政区
| 村                                                                     |
| ---------------------------------------------------------------------- |
| 有才村、龍岩村、田洋村、潮厝村、新湖村、埔姜村、中民村、中勝村、馬鳴村 |

## 交通
| 種別 | 路線名称 | その他                   |
| ---- | -------- | ------------------------ |
| 省道 | 台19線   | 崙背郷 - 褒忠郷 - 元長郷 |

## 観光
- 馬鳴山鎮安宮（中国語版）
- 大廍順天宮
- 臥竜山・竜岩糖廠（中国語版）
- 吃飯担